# Schwedische Badmintonmeisterschaft 1990
Die Schwedische Badmintonmeisterschaft 1990 fand vom 3. bis zum 4. Februar 1990 statt.

## Titelträger
| Disziplin    | Sieger                                                     |
| ------------ | ---------------------------------------------------------- |
| Herreneinzel | Pär-Gunnar Jönsson (Västra Frölunda BMK)                   |
| Dameneinzel  | Christine Magnusson (Spårvägen)                            |
| Herrendoppel | Peter Axelsson (Täby BMF) Mikael Rosén (BMK Aura)          |
| Damendoppel  | Maria Bengtsson (BMK Aura) Christine Magnusson (Spårvägen) |
| Mixed        | Jan-Eric Antonsson (BKC) Maria Bengtsson (BMK Aura)        |